# Sångsjön
Sångsjön är en sjö i Härjedalens kommun i Hälsingland och ingår i Ljusnans huvudavrinningsområde. Sjön har en area på 0,62 kvadratkilometer och ligger 273,9 meter över havet.

## Delavrinningsområde
Sångsjön ingår i det delavrinningsområde (689193-145189) som SMHI kallar för Utloppet av Sångsjön. Medelhöjden är 340 meter över havet och ytan är 4,3 kvadratkilometer. Räknas de 4 avrinningsområdena uppströms in blir den ackumulerade arean 24,99 kvadratkilometer. Vattendraget som avvattnar avrinningsområdet har biflödesordning 4, vilket innebär att vattnet flödar genom totalt 4 vattendrag innan det når havet efter 212 kilometer. Avrinningsområdet består mestadels av skog (65 procent). Avrinningsområdet har 0,59 kvadratkilometer vattenytor vilket ger det en sjöprocent på 13,7 procent.